# Du sollst keine anderen Götter haben
Du sollst keine anderen Götter haben ist ein deutsches Stummfilmmelodram aus dem Jahre 1917 mit Albert Bassermann und Hanni Weisse in den Hauptrollen.

## Handlung
Generalmusikdirektor Hans Ruff, ein gefeierter Komponist, ist derzeit ganz in sein neues musikalisches Opus vertieft, das den Namen „Die heilige Elisabeth“ tragen wird. Um sich vollkommen der hohen Kunst zu widmen, vernachlässigt der Maestro seine Beziehung zu der bekannten Opernsängerin Ingeborg Meding, die daraufhin den Bruch vollzieht. Hans beschließt daraufhin, den Sommer auf dem Lande bei seinem alten Vater zu verbringen, wo auch seine Cousine Luise wartet. Kurz vor der Abreise folgt Ruff einer Einladung des befreundeten Malers Erich von Hagen, der in seinem Atelier zu einer kleinen Feier geladen hat. Dort lernt Ruff die deutlich jüngere Doris Schneider kennen, ihres Zeichens Schwester eines Bankiers. Doris ist total fasziniert vom großen Künstler und reist ihm heimlich in das Gebirgsdorf nach, wo Ruff seinen alten Vater und dessen Nichte Luise besuchen will. Man versteht sich gut und kommt sich bei gemeinsamen Ausflügen und Spaziergängen näher. Schließlich heiraten Hans und Doris.
Doch über dieser Ehe liegt kein Segen, Hans begeht denselben Fehler wie schon zuvor bei Ingeborg: Er vernachlässigt seine Frau, die daraufhin ihr Glück bei einem anderen Mann sucht. Als Ruff Wind davon bekommt, ist er bereit, die Ehe wieder auflösen zu lassen und bietet Doris sogar eine lebenslange Rente an. Ruff erkennt, dass für ihn die Kunst mehr als jede Partnerschaft bedeutet und zieht sich nunmehr in die Einsamkeit der Bergwelt zurück. Der alte Ruff ist inzwischen gestorben, und Luise führt Hans den Haushalt. Hans Ruff schreitet mit seinen musikalischen Werken von Erfolg zu Erfolg, und Luise beginnt ihrem Vetter zu huldigen: sie schenkt ihm einen Strauß Rosen und überreicht dazu einen Lorbeerkranz. In aller Unbescheidenheit akzeptiert Ruff den Kranz, schiebt aber die Rosen als Ausdruck Luises zu ihm erblühender Liebe achtlos zur Seite. Er sieht sich als über dem gemeinen Volk stehendes Genie. Ein großer Künstler aber, so sein Credo, sei jemand, der keine „Götter“ neben sich dulden könne.

## Produktionsnotizen
Du sollst keine anderen Götter haben entstand im Greenbaum-Film-Atelier in Berlin-Weißensee, besaß vier Akte und war 1556 Meter lang. Der Film passierte im August 1917 die Filmzensur und erhielt ein Jugendverbot. Die Uraufführung fand, je nach Quelle, am 12. oder am 14. September 1917 in Berlins Mozartsaal statt.
Der Name des Drehbuchautors, Hans Hennings, war ein Pseudonym für Bassermanns Ehefrau Else Bassermann, die in diesem Film überdies eine Nebenrolle spielte.

## Kritik
„Nach langer Zeit wieder einmal ein Film, in dem wir Gelegenheit haben, Albert Bassermanns hohe Kunst, die einzig und unerreicht dasteht, zu bewundern. (…) Hanni Weisse ist dem großen Künstler eine würdige Partnerin und versteht es brillant, ihrer Rolle gerecht zu werden. (…) Die Technik des Films befriedigt vollauf, sie bedient sich herrlicher Freilichtaufnahmen  und unterstützt kräftig die Wirkung dieses an und für sich schon äußerst eindrucksvollen Bildes.“